# 학다리초등학교
학다리초등학교는 대한민국 전라남도 함평군 학교면 학교리에 있었던 공립 초등학교이다.

## 연혁
- 1946년 6월 4일 학다리서공립국민학교 개교(설립인가 6월 1일)
- 1947년 5월 1일 위치 변경(학교면 사거리 467)
- 1949년 2월 15일 학다리중앙국민학교와 병합
- 1952년 6월 1일 재인가
- 1952년 6월 4일 학교면 학교리 585에서 재개교
- 1966년 1월 10일 학다리국민학교로 개칭
- 1970년 3월 1일 영창국민학교 분리
- 1981년 3월 10일 병설유치원 개원
- 1983년 3월 1일 특수학급 설치
- 1996년 3월 1일 학다리초등학교로 개칭
- 1997년 3월 1일 학다리초등학교 금송분교장 편입(구 학다리남초등학교)
- 2000년 3월 1일 금송분교장 학다리중앙초등학교로 통폐합
- 2008년 9월 1일 학다리중앙초등학교로 통폐합